# دايفيد هولدريدغ
دايفيد هولدريدغ (بالإنجليزية: David Holdridge)‏ هو لاعب كرة قاعدة أمريكي، ولد في 5 فبراير 1969 في واين في الولايات المتحدة.

## وصلات خارجية
- دايفيد هولدريدغ على موقعبيزبول رفرنس.كوم (الدوري الرئيسي) (الإنجليزية)
- دايفيد هولدريدغ على موقعبيزبول رفرنس.كوم (الدوري الثانوي) (الإنجليزية)